# William Thomson (matematikus)
Lord Kelvin vagy Kelvin első bárója OM (született William Thomson) (Belfast, 1824. június 26. – Netherhall, Skócia, 1907. december 17.) ír nemzetiségű brit matematikus, mérnök, a 19. század meghatározó fizikusa. A Magyar Tudományos Akadémia tiszteletbeli tagja (1873).

## Élete
Glasgowban, majd a Cambridge-i Egyetem-en és végül Párizsban tanult. Az École politechnique-en Henri Victor Regnault laboratóriumában dolgozott, és a skóciai Glasgow egyetemén dolgozott, aminek hatására később, amikor már kellőképp tekintélyes volt, Angliában is erőteljesen szorgalmazta egyetemi laboratóriumok felszerelését. 
1846-ban felkérték a Cambridge and Dublin Mathematical Journal szerkesztőjének.
Viktória királynő 1866-ban lovaggá ütötte, majd 1892-ben báró rangra emelte. Nemesi nevét (Lord Kelvin of Largs) az egyetemhez közeli Kelvin folyóról kapta. 1899-ben visszavonult a tanítástól, de kutatásait folytatta.

## Munkássága
Legfontosabb eredményeit az elektromosság matematikai analízisével és a termodinamikában érte el, de foglalkoztatta a Föld szilárdsága és kora, az árapály, a precesszió és egy sor egyéb kérdés is. Sokat tett a modern fizikai leírás megteremtéséért. Dolgozatait többnyire a Philosophycal Magazine-ban, illetve a londoni és edinburghi tudományos társaságok közleményeiben jelentette meg.
Foglalkozott az elektromosság és a mágnesesség matematikai elméletével, a szikrákkal és a légköri elektromossággal, az elektromágneses indukcióval, és mindezeken a területeken új, a korábbiaknál érzékenyebb műszereket fejlesztett ki, mint például:
- Thomson-híd (Thomson-féle kettős híd; ellenállásmérő műszer),
- a kvadráns-elektrométer,
- abszolút elektrométer,
- a tükrös galvanométer,
- a korábbiaknál megbízhatóbb iránytű és mélységmérő készülék stb.

Telekommunikációs találmányaiból (jelentősen tökéletesítette a tenger alatti távírókábelek működtetését) jelentős vagyonra tett szert.
1848-ban dolgozta ki javaslatát az abszolút hőmérsékleti skála bevezetésére; ma elsősorban arról ismert, hogy ennek egysége, a kelvin az ő nevét viseli.
A termodinamika második főtételét 1851-ben, tehát egy évvel Rudolf Clausius után a munka fogalmát felhasználva fogalmazta meg:
Nincs olyan folyamat, amelyben egy hőtartály által felvett hő teljes egészében munkává alakítható. Ezt a megfogalmazást később Max Planck némileg átdolgozta, így gyakran Thomson–Planck-tétel néven említik. Ezzel elkerülhetők a névegyezésből adódó félreértések, ugyanis van egy Thomson-tétel az elektromosságtanban is. Ez utóbbi lényege, hogy elektrosztatikai egyensúlyban az elektromos tér energiája minimális — éppen úgy, ahogy mechanikai egyensúlyban a helyzeti energia minimális.
James Prescott Joule-lal végzett kísérletével kimutatta a később kettejükről elnevezett Joule–Thomson-jelenséget.
Kiszámolta John Waterston 1853-ban megfogalmazott elképzelésének energetikai következményeit, azaz hogy adódhat-e a Nap sugárzó energiája abból, hogy folyamatosan meteorok zuhannak be csillagunkba. Kimutatta, hogy ehhez még egész bolygók becsapódása is kevés lenne — így például a Merkúr helyzeti energiájának kisugárzásához mindössze hét év kellene, és még a Naptól legtávolabbi bolygó, a Neptunusz teljes helyzeti energiája is csak néhány ezer évre lenne elegendő. 
Mélyen felháborította, hogy Charles Darwin legalább 300 000 000 évesre becsülte a Weald mészköveit, jóval idősebbre, mint amennyinek ő a Napot gondolta. 
Mit gondoljunk hát az olyan geológiai becslésekről, amelyek szerint 300 000 000 év kellett „a Weald letarolásához”? Mert vajon mi a valószínűbb? Az, hogy a Nap anyagának fizikai állapota 1000-szeresen különbözik a laboratóriumainkban előforduló anyag feltételezett dinamikájától, vagy pedig az, hogy a viharos tenger és a szűkületekben kialakuló, rendkívül heves árapály 1000-szer gyorsabban pusztítja a mészkősziklákat a Darwin úr szerinti évszázadonként 1 inchnél? — háborgott replikájában.
A hőelektromosságot vizsgálva fedezte fel Thomson-jelenséget. Az ideális, veszteség nélküli rezgőkör rezgésidejét az ugyancsak róla elnevezett Thomson-képlettel írta le.
Miután megismerte Hermann Ludwig von Helmholtz 1854-ben megfogalmazott elképzelését arról, hogy a Nap energiája gravitációs eredetű; a csillag zsugorodásából és tömörödéséből származik, 1860-ban ehhez az elképzeléshez is elkészítette a részletes számításokat, és arra jutott, hogy a gravitációs energia mintegy 10–20 millió évig képes biztosítani a napsugárzás jelenlegi szintjét. A zsugorodás—tömörödés matematikai modelljét 187-ben mutatta be a Brit Királyi Intézetben (Royal Institution of Great Britain). Az ennek eredményeként kapott, úgynevezett Kelvin–Helmholtz-időskála ma is használatos a csillagfejlődés fúzió előtti szakaszának leírására, amikor a csillag saját súlya alatt lassan összehúzódik, és a hővé alakuló helyzeti energiát kisugározza. Kelvin számítása szerint ehhez elegendő, ha a csillag átmérője évszázadonként mindössze egy fél métert csökken, és ez a gravitációs zsugorodás 20–30 millió évig termel annyi hőt, mint amennyit a Nap kisugároz. Ehhez az álláspontjához a geológusok és az evolúcióbiológusok érvei ellenében is mereven ragaszkodott. Még 1889-ben is ezt írta:
: Úgy gondolom, elhamarkodott lépés lenne valószínűnek feltételezni, hogy a Föld múltjában a nap húszmillió évnél régebben ontja rá a sugarait, mint ahogy azzal sem számolhatunk, hogy öt- vagy hatmillió évnél több időnk van hátra.
Életének utolsó két évtizedében főleg a fény mibenléte érdekelte; az éter (fizika)-elmélet elkötelezett híve volt. Sokat foglalkozott az éter-elmélet paradoxonaival, főleg azzal az ellentmondással, hogy az éternek egyrészt szilárdnak kell lennie, különben nem alakulhatnak ki benne transzverzális rezgések, másrészt viszont nem akadályozhatja, még csak nem is fékezheti a benne haladó anyagi testek mozgását. Az ellentmondás feloldásához feltételezte, hogy az éter olyan anyag, amely a mészkőhöz, az üveghez vagy pl. a pecsétviaszhoz hasonlóan a rövid, gyors erőhatásokra (tipikusan ilyen a fény gyors oszcillációja) szilárd, rideg anyagként, a lassúakra pedig képlékenyen reagál. Fénytani kutatásainak eredményeit 1904-ben egy nagy monográfiában tette közzé.

## Fő művei
- Peter Guthrie Taittel közösen: Treatise on Natural Philosophy (1867, 2. kiad. 1879–1883)
- Navigation, a lecture (1876)
- Reprint of papers on electrostatics and magnetism (1884)
- On the electrodynamic properties of metals (1885)

Műveinek népszerű kiadása 3 kötetben, Popular lectures and adresses címmel jelent meg. 

## Fordítás
- Ez a szócikk részben vagy egészben  a   William Thomson, 1st Baron Kelvin című angol Wikipédia-szócikk ezen változatának fordításán alapul.  Az eredeti cikk szerkesztőit annak laptörténete sorolja fel. Ez a jelzés csupán a megfogalmazás eredetét és a szerzői jogokat jelzi, nem szolgál a cikkben szereplő információk forrásmegjelöléseként.